# Antònia Parés Macià
Antònia Parés Macià (Lloret de Mar, 21 de juliol de 1913 – Barcelona, 26 de desembre de 1987), fou una bibliotecària catalana que va exercir la seva professió, entre altres llocs, a la Biblioteca de l'Escola de Bibliotecàries.

## Biografia
Va néixer en una família benestant de Lloret de Mar relacionada amb el món navilier i colonial. Era la petita de cinc germans. El seu pare va morir un mes després del seu naixement.
Visqué des dels cinc anys a Barcelona, on estudià al col·legi de les monges franceses de la Presentació. El 1929 obtingué el diploma de francès de l'Alliance Française. Amant de la vida a l'aire lliure i de l'esport, a inicis dels anys 1930 participà en diversos campionats de natació de Catalunya i d'Espanya. Per preparar-se per ingressar a l'Escola de Bibliotecàries, el 1928 va fer un curs a l'Escola Professional per a la Dona i l'any següent començà la carrera. Es va graduar el 1933 amb la tesina Un assaig de bibliografia: Carles Soldevila.
Un cop acabats els seus estudis, va començar a treballar a la Biblioteca Popular de Pineda de Mar. Allà va conèixer l'apotecari Manel Ruiz Esqué i s'hi va casar pel civil, tot i l'oposició familiar, pel fet que Manel Ruiz era comunista. Durant els anys 1936 i 1937, Manel Ruiz Esqué, del Partit Socialista Unificat, va ser alcalde de Pineda i, a la fi de la Guerra Civil Espanyola, va haver de fugir a França. Cap de poc, Antònia Parés va travessar a peu el Pirineu (amb els seus dos fills, Ariana i Pau, de pocs mesos) per anar a reunir-se amb el seu marit que els esperava a Montauban, prop de Carcassona.
La invasió de França pels alemanys va impedir que poguessin marxar cap a Mèxic. La família Ruiz-Parés va ser empresonada en un camp de concentració. Les condicions eren tan dolentes que l'Antònia va enviar la filla als seus germans de Barcelona perquè se’n fessin càrrec. Finalment, en Manel va aconseguir marxar a Mèxic i l'Antònia va tornar a Barcelona amb el fill petit, a esperar l'oportunitat de reunir-se amb el marit. El desembre de 1943, Antònia Parés va embarcar cap a Mèxic, junt amb els seus fills.
L'any 1946, Antònia Parés es va separar del seu marit i va retornar a Barcelona amb els seus dos fills. En exiliar-se a Mèxic, l'havien obligat a renunciar a la nacionalitat espanyola. Així que, en tornar, la policia la va arrestar. Per influències familiars va ser posada en llibertat. Aviat va poder tornar a exercir la professió, a la llibreria Argos del passeig de Gràcia, en diverses substitucions a la Biblioteca Popular de la Dona, a la Biblioteca Popular de Cornellà, etc. Finalment, després de tornar a fer oposicions, consta que el 1955 ja treballava a la biblioteca de l'Escola de Bibliotecàries, primer al costat de Consol Pastor Martínez i des de 1957 com a responsable única fins a 1983, data en què es jubilà. En aquest lloc de treball han estat moltes les promocions de bibliotecàries que han apreciat la seva feina i sobretot el seu caràcter tan afable, decidit, optimista i acollidor, i sempre disposada a ajudar el públic. També en conserven bon record els seus primers lectors de Pineda: en celebrar-se el 75è aniversari de la biblioteca, que ara porta el nom de Manuel Serra i Moret, la publicació que ho commemora reprodueix una part important del seu diari d'aquells anys, el diari on les bibliotecàries, seguint les indicacions del seu mestre Jordi Rubió i Balaguer, recollien amb cura les incidències del dia a dia; a ella li tocà deixar constància dels episodis tristos de la guerra civil.